# Фагерста
Фагерста (швед. Fagersta) — город в Швеции. Административный центр коммуны Фагерста Вестманландского лена.

## География
Город расположен в 70 км от Вестероса, у пересечения шоссе № 66 и № 68. Также находится на пересечении железнодорожных линий Лудвика—Вестерос и Авеста (Крыльбо)–Эребру в центре исторического региона Бергслаген. Через него проходит 60-я параллель северной широты.

## История
Добыча полезных ископаемых в районе Фагерсты началась в XV веке, однако организованной она стала лишь в XVII веке. В 1873 году была основана компания Fagersta Bruks AB.
Статус города Фагерста получила в 1944 году, когда промышленный центр объединился с соседним населённым пунктом Вестанфорс. В настоящее время Фагерста является административным центром муниципалитета Фагерста. Башня наблюдения за воздушным пространством, сохранившаяся с времён Второй мировой войны, служила наблюдательным пунктом, предназначенным для охраны расположенного поблизости сталелитейного завода.

## Известные уроженцы
- Ульф Самуэльссон — хоккеист
- Томас Сандстрём — хоккеист
- The Hives — рок-группа